# Списък на побратимени градове на България
Това е списък на побратимените градове на градовете в България. Понякога се използват други термини като „партньорски градове“.

## Антоново
- Беймелек, Турция
- Рокафиорита, Италия

## Банско
- Амфиполи, Гърция
- Димотика, Гърция
- Доксат, Гърция

## Белене
- Вигонца, Италия
- Белвил на Лоара, Франция
- Хаидушамшон, Унгария
- Деврек, Турция
- Лазне Белохрад, Чехия
- Попещ Леордени, Румъния

## Белово
- Просеник, Гърция
- Невиномиск, Русия

## Белоградчик
- Княжевац, Сърбия
- Дубно, Украйна

## Берковица
- Дзержинск, Русия
- Зайчар, Сърбия
- Цариброд, Сърбия

## Благоевград
- Батуми, Грузия
- Жилина, Словакия
- Нагасаки, Япония
- Обърн, САЩ[1]
- Секешфехервар, Унгария
- Скопие, Северна Македония
- Солун, Гърция от 2003 г.
- Сяр, Гърция
- Царево село, Северна Македония

## Болярово
- Неа Виса, Гърция

## Борово
- Гогошари, Румъния

## Бургас[2]
- Александруполис, Гърция
- Батуми, Грузия
- Гомел, Беларус
- кметство Саръйер, община Истанбул, Турция
- Краснодар, Русия
- Мишколц, Унгария
- Югозападен административен окръг, Москва, Русия
- Ротердам, Нидерландия
- Ялова, Турция
- Янтай, Китай

## Варна
- Алборг, Дания
- Дордрехт, Нидерландия
- Киев, Украйна
- Малмьо, Швеция
- Новоросийск, Русия
- Одеса, Украйна
- Турку, Финландия
- Харков, Украйна

- Барселона, Испания

## Велико Търново[3]
- Полтава, Украйна
- Ниш, Сърбия
- Краков, Полша
- Толедо, Испания
- Сяр, Гърция
- Асти, Италия
- Твер, Русия
- Охрид, Македония
- Голдън, САЩ
- Маракеш, Мароко
- Шопрон, Унгария
- Байон, Франция
- Шиан, Китайска народна република
- Битоля, Македония
- Яш, Румъния
- Таршин, Малта
- Цетине, Черна гора
- Задар, Хърватия

## Враца[4]
- Бор, Сърбия
- Вилньов, Франция
- Калофер, България[5]
- Кичево, Северна Македония
- Кобрин, Беларус
- Крайова, Румъния
- Серпухов, Русия
- Суми, Украйна

## Габрово
- Аалст, Белгия
- Куманово, Северна Македония
- Митвайда, Германия
- Митишчи, Русия
- Могилев, Беларус
- Нови Сонч, Полша
- Паневежис, Литва
- Прешов, Словакия
- Сисак, Хърватия
- Тун, Швейцария
- Чернигов, Украйна
- Шеки, Азербайджан

## Добрич
- Голмуд, Китай
- Залаегерсег, Унгария
- Измаил, Украйна
- , Кавадарци, Северна Македония
- Кефалония, Гърция
- Кропивницки, Украйна
- Кюстенджа, Румъния
- Лозенград, Турция
- Нови Сонч, Полша
- Пинск, Беларус
- Саратов, Русия
- Шафхаузен, Швейцария
- Мексико, Мексико
- Коупавогюр, Исландия

## Етрополе
- Фере, Гърция

## Златоград
- Саръшабан, Гърция

## Ивайловград
- Лонго, Франция
- Кипринос, Гърция

## Калофер
- Враца, България
- Козлодуй, България [6]

## Козлодуй
- Бекет, Румъния [7]
- Босилеград, Сърбия[8]
- Калофер, България[9]
- Путивл, Украйна[10]
- Уайтхейвън, Великобритания[11]

## Ловеч
- Рязан, Русия
- Ерфурт, Германия
- Лотошино, Русия
- Изяслав, Украйна[12]
- Валядолид, Испания

## Лом
- Бъйлещ, Румъния
- Дебър, Северна Македония
- Линц, Австрия
- Лом, Норвегия
- Муданя, Гърция
- Ниш, Сърбия
- Фрайбург, Германия

## Мизия
- Билополе, Украйна[13]

## Нова Загора
- Петрошани, Румъния
- Фере, Гърция

## Пазарджик
- Аеродрум, Северна Македония
- Ал Салт, Йордания
- Борисов, Беларус
- Драма, Гърция
- Ставропол, Русия
- Татабаня, Унгария
- Тхай Бин, Виетнам
- Уест Бенд, САЩ
- Чехов, Московска област, Русия

## Плевен
- Агадир, Мароко
- Битоля, Северна Македония
- Браила, Румъния
- Брест, Беларус
- Бурса, Турция
- Волос, Гърция
- Воден, Гърция
- Гимараеш, Португалия
- Глазгоу, Шотландия
- Горни Милановац, Сърбия
- Джин Джоу, Китай
- Кавадарци, Северна Македония
- Кайзерслаутерн, Германия
- Централен административен окръг, Москва, Русия
- Подолск, Русия
- Ростов на Дон, Русия
- Чернивци, Украйна
- Шарлотсвил, САЩ

## Пловдив[14]
- Бърно, Чехия
- Бурса, Турция
- Валенсия, Венецуела
- Гюмри, Армения
- Донецк, Украйна
- Джида, Саудитска Арабия
- Екатеринбург, Русия
- Истанбул, Турция
- Иваново, Русия
- Колумбия, Южна Каролина, САЩ
- Костур (град), Гърция
- Кошице, Словакия
- Куманово, Република Македония
- Кутаиси, Грузия
- Лайпциг, Германия
- Лесковац, Сърбия
- Луоян, Китай
- Окаяма, Япония
- Охрид, Република Македония
- Петра, Йордания
- Познан, Полша
- Рим, Италия
- Самарканд, Узбекистан
- Санкт Петербург, Русия
- Солун, Гърция
- Тегу, Южна Корея
- Чанчун, Китай
- Шънджън, Китай
- Лвов, Украйна

## Русе[15]
- Братислава, Словакия[16]
- Волгоград, Русия
- Гюргево, Румъния
- Перистери, Гърция
- Сен Уан, Франция
- Хуайнан, Китай

## Сливен
- Алба Юлия, Румъния
- Воронеж, Русия
- Гера, Германия
- Джараш, Йордания
- Кесаряни, Гърция
- Кутаиси, Грузия
- Печ, Унгария
- Светогорск, Беларус
- Текирдаг, Турция
- Тернопол, Украйна
- Чунцин, Китай

## Шумен
- Адапазаръ, Турция
- Аликанте, Испания
- Барнаул, Русия
- Буу, Швеция
- Дебрецен, Унгария
- Джънджоу, Китай
- Казан, Русия
- Макон, Франция
- Маями, САЩ
- Подолск, Русия
- Тулча, Румъния
- Хелзинки, Финландия
- Херсон, Украйна
- Филаделфия, САЩ

## Ямбол
- Бердянск, Украйна
- Вилжуиф, Франция
- Ижевск, Русия
- Одрин, Турция
- Търгу Жиу, Румъния
- Шерадз, Полша от 2002 г.
- Андижан, Узбекистан
- Хале, Германия